# Ali Nesin
Hüseyin Ali Nesin, född 18 november 1956, är en turkisk matematiker och vinnare av Leelavati-priset. Han är grundare av Nesin Mathematical Village.